# Poolmolen
De Poolmolen is een watermolen op de Geleenbeek. De molen ligt in Holtum en maakt deel uit van een boerderij. Het is een middenslagmolen die is ingericht als korenmolen. De oudste vermelding van de Poolmolen dateert uit 1662; de huidige molen is van 1883. Het gangwerk en de basis van de maalstoel zijn van ijzer. Oorspronkelijk lagen er drie koppels stenen in de molen. Hiervan is een koppel nog in bedrijf.
De Poolmolen is particulier eigendom.